# Palumbia pendleburyi
Palumbia pendleburyi är en tvåvingeart som först beskrevs av Charles Howard Curran 1931.  Palumbia pendleburyi ingår i släktet Palumbia och familjen blomflugor. Inga underarter finns listade i Catalogue of Life.